# Axel Düberg
Axel Düberg (født 17. oktober 1927, død 6. oktober 2001) var en svensk skuespiller, der medvirkede i over 70 film. Disse inkluderede blandt andet Pelle Haleløs (1981) og Fanny og Alexander (1982), samt tv-serierne Strandvaskeren og Rederiet.
Düberg studerede på Malmö stadsteaters elevskole i 1953 og var ansat ved samme teater fra 1956 til 1959. Han var tilknyttet Stockholms stadsteater fra 1959 til 1969 og endte derefter på Dramaten.
Axel Düberg ligger begravet på Danderyds kyrkogård.

## Udvalgt filmografi
- Kvindedrømme (1955, ukrediteret)
- Ansigtet (1958)
- Jomfrukilden (1960)
- Djævelens øje (1960)
- Karneval (1961)
- Skal vi lege skjul? (1963)
- En søndag i september (1963)
- Adam og Eva (1963)
- Syv glade enker (1964, ukrediteret)
- Jomfrutro og dobbeltmoral (1965)
- Prinsessen (1966)
- Skammen (1968)
- Garagen (1975)
- Tabu (1977)
- Strandvaskeren (tv-serie, 1978)
- Sinkadus (tv-serie, 1980)
- Pelle Haleløs (animationsfilm, 1981)
- Brusten himmel (1982)
- Fanny og Alexander (1982)
- Nya Dagbladet (tv-serie, 1985)
- Sammansvärjningen (tv-serie, 1986)
- Det var då... (tv-serie, 1989-1990)
- Slangebøssen (1993)
- Rederiet (tv-serie, 1993)
- Snoken (tv-serie, 1993-1997)
- Zorn (1994)